# Huanfeng, Henan
Huanfeng (kinesiska: 郇封, 郇封镇) är en köping i Kina. Den ligger i provinsen Henan, i den centrala delen av landet, omkring 49 kilometer norr om provinshuvudstaden Zhengzhou. Antalet invånare är 62 190. Befolkningen består av 30 228 kvinnor och 31 962 män. Barn under 15 år utgör 21,0 %, vuxna 15-64 år 70 %, och äldre över 65 år 8,0 %.
Genomsnittlig årsnederbörd är 656 millimeter. Den regnigaste månaden är juli, med i genomsnitt 175 mm nederbörd, och den torraste är januari, med 3 mm nederbörd.